# Peziza succosella
Peziza succosella är en svampart som först beskrevs av Le Gal & Romagn., och fick sitt nu gällande namn av M.M. Moser ex Aviz.-Hersh. & Nemlich 1974. Peziza succosella ingår i släktet Peziza och familjen Pezizaceae.  Arten är reproducerande i Sverige. Inga underarter finns listade i Catalogue of Life.